# Britse Maagdeneilanden op de Olympische Zomerspelen 2016
De Britse Maagdeneilanden namen deel aan de Olympische Zomerspelen 2016 in Rio de Janeiro, Brazilië. Het was de negende opeenvolgende deelname van het afhankelijk gebiedsdeel van het Verenigd Koninkrijk. 
Van de vier deelmeners nam Tahesia Harrigan-Scott, in 2008 de eerste vrouwelijke deelnemer namens deze eilandengroep, voor de derde keer deel. De drie anderen debuteerden op de Olympische Spelen. 

## Deelnemers en resultaten
(m) = mannen, (v) = vrouwen 

### Atletiek
| Olympiër (deelname)    | Discipline      | Resultaat | Prestatie                             |
| ---------------------- | --------------- | --------- | ------------------------------------- |
| Eldred Henry           | kogelstoten (m) | 34e       | kwalificatie groep B: 17,07m (17de)   |
|                        |                 |           |                                       |
| Tahesia Harrigan-Scott | 100m (v)        | 37e       | voorronde: vrij serie 3: 6de in 11,54 |
| Ashley Kelly VO        | 200m (v)        | 56e       | serie 9: 5de in 23,61                 |

### Zwemmen
| Olympiër       | Discipline         | Resultaat | Prestatie             |
| -------------- | ------------------ | --------- | --------------------- |
| Elinah Phillip | 50m vrije slag (v) | 48e       | serie 6: 3de in 26,26 |